# Urszula Kochanowska (wiersz)
Urszula Kochanowska – wiersz autorstwa Bolesława Leśmiana wydrukowany w jego trzecim tomie, zatytułowanym Napój cienisty z 1936.
W swoim wierszu autor nie przedstawia osoby, którą była rzeczywista Urszula Kochanowska (zmarła w młodym wieku córka Jana Kochanowskiego), ale postać literacką, bohaterkę Trenów autorstwa Kochanowskiego. Leśmian podjął temat z Trenu XIX (Snu), poematu, w którym Kochanowski przedstawił Urszulę ukazującą się zrozpaczonemu ojcu jako osoba zbawiona. Pocieszenie nie jest w tym przypadku głównym zagadnieniem interesującym Leśmiana. Niebiańska szczęśliwość jest wręcz stanem, który nie może zastąpić ziemskich uciech i radości ojcostwa. Wizja pocieszenia prezentowana przez autora z epoki renesansu pod piórem autora XX-wiecznego staje się wizją fantastyczną, w której element wiary utracił swe znaczenie. Leśmian w ogóle zrezygnował z toposu pocieszenia.
Wiersz składa się z dwóch zasadniczych elementów: relacji Urszuli o przybyciu do Nieba (pierwszoosobowa) i przytoczenie jej rozmowy z Bogiem. Na życzenie Urszuli Bóg zapełnia puste miejsca takimi przedmiotami, jakie przypominają jej dawne, ziemskie otoczenie. Ostatecznie raj przypomina dom w Czarnolasie, w którym Urszula mieszkała z ojcem. A zatem dziewczynka ukształtowała Niebo na obraz Ziemi. Upodobnianie raju do ziemi zakończyło się jednak ostateczną klęską, gdyż w zakończeniu wiersza do drzwi zapukał Bóg, a nie oczekiwani przez Urszulę rodzice. Dziewczynka nie odzyskała zatem tego, co w domu było najcenniejsze. Autor odwrócił odwieczny topos: niebiańska szczęśliwość nie jest w stanie zastąpić i zrekompensować tego, co ziemskie, i powetować utraty ziemskich wartości. Urszula opowiedziała więc o rozczarowaniu Niebem, a nie pocieszeniu nim. Autor polemizuje w swym utworze (czy wręcz podejmuje etyczny spór) z Janem Kochanowskim, który w Trenie XIX opisuje spotkanie z duchem swojej matki, zapewniającym, iż Urszula jest w raju szczęśliwa. W zestawieniu boskości i ziemskości Bóg (niebędący do końca osobą doskonałą, ponieważ nie był w stanie pocieszyć dziewczynki) zdecydowanie przegrywa. 
Językowo autor nie archaizuje stylu swojego wiersza. Mówi słowami Urszuli, która opowiada o swym przybyciu do Nieba, i tym samym jest nie tylko bohaterką, ale też podmiotem wypowiadającym (lirycznym). Nie używa zdrobnień (deminutywów), ale można zauważyć stylizację dziecięcą (dyskretną i aluzyjną). Opowiada spójnie i konsekwentnie, na sposób dorosły, używając kilku potocznych wyrażeń (np. kubek w kubek, z bożej łaski, tylko patrzeć). Relacja jest reporterska, pozbawiona ocen i posiadająca małą ilość przymiotników wartościujących. Niebo (miejsce akcji) nie zostało w żaden sposób opisane z wyglądu. Względem faktów Urszula jest prostoduszna i naiwna. Dzieło więc nie tylko przedstawia Niebo, ale też informuje czytelnika o tym, co Urszula o Niebie sądzi. Również ukazanie Boga jest przedstawieniem typowo dziecięcym – Bóg zwraca się do Urszuli jak dorosły do dziecka. 